# Sante D'Orazio

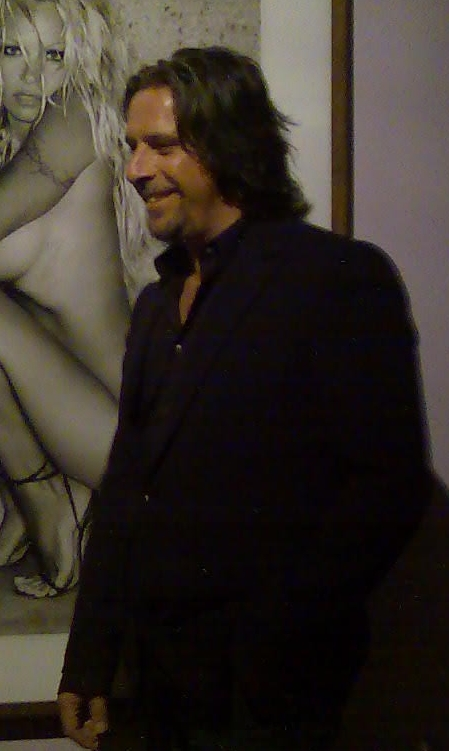
Imagem de Sante D' Orazio.

Sante D'Orazio (23 de janeiro, 1956, Brooklyn) é um fotógrafo norte-americano.
Sante estudou arte e pintura na Brooklyn College. Foi nessa mesma época que conheceu um senhor que vivia próximo de sua casa que tornou-se seu professor de fotografia por quatro anos. Quando graduou-se na universidade, precisava de um emprego e o primeiro que apareceu foi com fotografia.